# 2019年のスポーツ
< 2019年
2019年のスポーツ（2019ねんのスポーツ）では、2019年（平成31年 / 令和元年）のスポーツ関連の出来事についてまとめる。
- 年度別スポーツ記事一覧

2019年前後：2018年のスポーツ - 2019年のスポーツ - 2020年のスポーツ

## できごと

### 1月
- 3日 - 【アメリカンフットボール】 東京ドーム（東京都文京区）で行われた第72回ライスボウルで社会人代表の富士通に敗れた学生代表の関西学院大学監督（当時）の鳥内秀晃が大会終了後に現在の試合方式に異議を唱えた。これを受け日本アメリカンフットボール協会会長（当時）の国吉誠は大会は存続の上で今後の試合方式について議論する意向を示した[1]。
- 4日・6日 - 【スキージャンプ】  オーストリアチロル州・インスブルックで4日に行われたW杯男子第10戦で小林陵侑（土屋ホーム）が優勝。今季7勝目を挙げチームの大先輩である葛西紀明が記録した年間6勝を上回り日本男子選手のシーズン最多勝を更新した[2]。さらに小林は6日にザルツブルク州・ビショフスホーフェンのパウル＝アウサーライトナー・シャンツェ（英語版）で行われたスキージャンプ週間第4戦（W杯男子第11戦）でも通算282.1点で優勝し、史上3人目となる4戦全勝、かつ日本人として2人目[注釈 1] となる総合優勝を果たした[3]。
- 5日 - 【バスケットボール】 Bリーグ第18節・シーホース三河対レバンガ北海道戦（愛知県刈谷市・ウィングアリーナ刈谷）で、北海道の折茂武彦がトップリーグ史上3人目、日本出身選手として史上初となる通算1万得点を記録[4]。
- 7日 - 【ラグビー】 第98回全国高等学校ラグビーフットボール大会（東大阪市花園ラグビー場）で、大阪桐蔭高校（大阪第1）が桐蔭学園高校（神奈川）に26 - 24で勝利し初優勝。ラグビーと野球の同年度での全国選手権大会同一校優勝は史上初となった[5]。
- 8日
  - 【サッカー】 日本代表として2000年シドニーオリンピックやFIFAワールドカップなど数々の国際大会に共に出場した中澤佑二（横浜F・マリノス）と楢﨑正剛（名古屋グランパス）がこの日、現役を引退することを表明した[6][7]。
  - 【レスリング】 オリンピック3大会連続金メダル獲得や世界選手権13大会連続優勝、2012年には国民栄誉賞を受賞するなど“霊長類最強女子”の異名を取ったレスリング選手の吉田沙保里がこの日更新した自身のTwitterにて『33年間の選手生活に区切りをつける』として現役を引退することを表明した[8]。
- 11日・25日 - 【ゴルフ】 日本女子プロゴルフ協会（以下、JLPGAと表記）会長の小林浩美は大手通信社とのインタビューで、昨年12月の2019年ツアースケジュール発表の場で当初中止としたいずれも日本テレビ系列局主催の『KKT杯バンテリンレディス』・『中京テレビ・ブリヂストンレディス』・『ミヤギテレビ杯ダンロップ女子オープン』の3試合について開催に向けた協議を再開したことを明言[9]。その後25日に3大会について開催継続を発表した。また発表時の大会名称だった『LPGAウィメンズチャンピオンシップ』は昨年までの『ワールドレディスチャンピオンシップ サロンパス杯』に名称を戻して茨城県つくばみらい市・茨城GC東コースで開催されることも合わせて発表された[10][11]。
- 11日 - 【陸上競技】 全日本実業団対抗駅伝（ニューイヤー駅伝）を2度制した実績を持つ日清食品グループ陸上競技部が駅伝競走から撤退することを発表。さらに14人いる部員のうちマラソングランドチャンピオンシップ（MGC）出場権を持つ村澤明伸と佐藤悠基以外の12人は退部し、入部内定済だった2人も取り消しとなった。チームは退部者のうち希望者については他チームへの移籍をサポートすることを表明した[12]。
- 22日 - 【競馬】 香港で13回のリーディングジョッキーに輝き、また日本のJRAの短期騎手免許で幾度も来日。さらに2004年のワールドスーパージョッキーズシリーズ（WSJS）で総合優勝を飾ったダグラス・ホワイト（ 南アフリカ共和国出身、 香港拠点）が2月10日の沙田競馬場での騎乗を最後に騎手を引退し、9月に調教師に転身することが香港ジョッキークラブから発表された[13]。
- 23日 - 【ゴルフ】 日本プロゴルフ殿堂は今年度の殿堂入り顕彰者を発表。プレーヤー部門では男子ツアー通算48勝の中嶋常幸とJLPGAツアー通算41勝の森口祐子の2名、レジェンド部門では佐藤精一（1966年日本オープン優勝など）と小林法子（JLPGAツアー通算9勝、1973年日本女子オープン優勝）の2名をそれぞれ選出した[14]。
- 26日 - 【テニス】 第107回全豪オープン（ オーストラリア・ビクトリア州メルボルン）女子シングルス決勝がロッド・レーバー・アリーナで開催され、大坂なおみ（日清食品）がペトラ・クビトバ（ チェコ）を相手にセットカウント2-1で勝利し、日本選手として初となる大会優勝を果たすと共に前年の全米オープンに続くグランドスラム大会通算2勝目（WTAツアー通算3勝目）を挙げた[15]。また大坂は1月28日に発表された女子テニス協会（WTA）ランキングで日本選手として史上初となる世界1位に躍進した[16][17]。

### 2月
- 4日・7日 - 【柔道】 2012年ロンドン五輪柔道57kg級金メダリストで、「野獣」の愛称で知られた松本薫（ベネシード）が4日に現役引退を発表。7日に行われた記者会見の場でアイスクリーム店の店主に転身することを表明した[18]。
- 10日 - 【ボクシング】 日本ボクシング連盟で補助金の不正流用など不祥事が相次いだ問題で、連盟は東京都内で行った臨時総会の場で前会長の山根明及び元女性常務理事、また山根の実の息子である元理事の3人を事実上の永久追放に当たる除名処分にしたことを決議した[19]。
- 11日 - 【アメリカンフットボール】 1992年から関西学院大学で指揮をとり、過去11回の甲子園ボウル優勝、さらに2002年のライスボウル優勝の実績を残した監督の鳥内秀晃が大阪市内で行われた第73回甲子園ボウル優勝祝賀会の場で2019年シーズン限りで退任することを表明。また一連の問題で中断している日本大学との定期戦は2019年は再開しないことも判明した[20]。→1月3日の出来事も参照
- 12日 - 【水泳】 競泳の池江璃花子（ルネサンス）が自身のTwitterで白血病と診断されたことを公表[21]。これを受けて同日、日本水泳連盟が緊急に記者会見を開催して池江の状態などについて事情を説明するとともに、池江が療養生活に入るために2月以後の公式競技会を欠場することなどが明らかにされた[22]。
- 17日
  - 【卓球】 ITTFチャレンジプラス・ポルトガルオープン（ ポルトガル・リスボン）女子シングルス決勝で、早田ひな（日本生命）が橋本帆乃香（ミキハウス）をセットカウント4-3で破り優勝[23]。
  - 【自動車】 モンスターエナジー・NASCARカップ・シリーズ開幕戦デイトナ500（フロリダ州デイトナビーチ・デイトナ・インターナショナル・スピードウェイ）で、デニー・ハムリン（ジョー・ギブス・レーシング、トヨタ）が優勝[24]。
- 18日 - 【プロボクシング】 昨年12月24日に大阪市住吉区で行われた東洋太平洋バンタム級王者決定戦12回戦で、1ラウンドの試合時間が4分だったり、ラウンド間のインターバルが1分以上開くなどのタイム計測ミスがあったことが発覚し、日本ボクシングコミッション（以下JBCと表記）は当該試合のタイムキーパーを無期限資格停止、JBCのスーパーバイザーを当面の間謹慎にするなどの処分を発表した[25][26]。
- 22日・25日・27日 - 【ゴルフ】 フジテレビ社長（当時）の宮内正喜は22日に行った定例会見で、JLPGAとの放映権問題について「基本的に（放映権が）協会にあるとは認めていない」と発言。同席した常務（当時）の大多亮も「放映権が今どこにあるか分からない状況。今後も誠実な話し合いを継続していく」とした[27]。一方日本テレビ社長（当時）の大久保好男は25日の定例社長会見で同問題について「議論はしているが現在も平行線のまま。協会が一方的な態度を取っており多少不安がある」とコメント[28]。さらにTBSテレビ社長（当時）の佐々木卓は27日に行った定例社長会見で「もし今後協会との協議に進展が見られない場合は2020年以降は女子ゴルフ中継を取りやめる可能性がある」ことを示唆した[29]。
- 22日 - 【陸上競技】  ドイツ・バーデン＝ヴュルテンベルク州カールスルーエで開催された世界室内ツアーで戸邉直人（つくばツインピークス）が走高跳で2m35cmの日本新記録を達成（従来の記録は戸邉自身と醍醐直幸の2m33cm）[30]。
- 24日 - 【バスケットボール】 2019年FIBAバスケットボール・ワールドカップ（ 中国）アジア地区2次予選F組の最終戦となるカタール 対 日本戦がドーハ（ カタール）で開催され、日本が96 - 48で圧勝し、自国開催であった2006年大会以来13年ぶりとなるワールドカップ出場を決定させた[31]。

### 3月
- 10日
  - 【スキージャンプ】 2018/19シーズンのFISスキージャンプ・ワールドカップ個人第23戦（ ノルウェー・オスロ ホルメンコーレンジャンプ競技場）で個人総合1位の小林陵侑（土屋ホーム）が5位に入賞し、小林を追っていたカミル・ストッフ（ ポーランド）が13位となって、総合ポイントにおける小林とストッフの差が500ポイントに広がり、ストッフが残り5試合全て優勝しても小林に及ばないことが確定。この結果、小林が日本人初となるジャンプワールドカップ個人総合優勝が決定した[32]。
  - 【スピードスケート】 2018/19シーズンのISUスピードスケートワールドカップ最終戦がソルトレイクシティ（ アメリカ合衆国・ユタ州）で開催され、女子1500mで髙木美帆（日本体育大学助手）がこの種目で日本人女子初となる1分49秒83の世界新記録を樹立すると共にワールドカップ通算10勝目を挙げた[33]。
- 14日 - 【陸上競技】 昨年10月に福岡県で行われた全日本実業団女子駅伝予選会（通称：プリンセス駅伝）で怪我をした選手が這ってタスキをつないだ事象があったことを受け、この日行われた日本陸上競技連盟の理事会で日本限定のルールとして、体調不良等で走行困難に陥った場合、選手本人の意思に関係なく審判長や医師などが途中で競技を中止させることが可能になることを競技規定に追加した[34]。
- 15日 - 【ゴルフ】 日本ゴルフツアー機構（以下、JGTOと表記）は、東京都内でメルセデス・ベンツ日本とオフィシャルパートナー契約を締結したことを発表[35]。
- 19日
  - 【五輪】 日本オリンピック委員会（以下、JOCと表記）会長の竹田恆和が6月末の任期満了をもって退任することをこの日のJOCの理事会において表明。竹田に対しては2020年東京五輪の招致を巡って フランスの司法当局の調査対象とされている。また竹田は同時に国際オリンピック委員会（以下IOCと表記）委員も退任することを明らかにした[36]。
  - 【柔道】 全日本柔道連盟はこの日、男女の柔道日本代表の愛称を『ゴジラジャパン』としたことを発表した[37]。愛称の由来は東宝映画が生んだ世界的怪獣映画『ゴジラ』からで、全柔連と東宝のコラボレーションにより実現したもの[37]。
- 20日 - いずれも【陸上競技】
  - 100円ショップを展開する大創産業が4月1日付で女子駅伝部を創設することを発表。監督は現在広島・世羅高を指導する岩本真弥が就任。5人の部員でスタートする[38]。
  - 2016年リオ五輪男子マラソンで日本マラソン史上最年長となる当時36歳10か月で代表に選出された石川末廣（Honda）が現役引退を表明。今後はチームのコーチに就任する[39]。
- 22日 - 【ラグビー】 国際リーグ・スーパーラグビーに参戦しているサンウルブズが、2020年シーズンをもって除外されることが正式に発表された。参戦継続に必要な条件が折り合わなかったことによる[40]。
- 23日 - 【陸上競技】 九州共立大学競技会で郡菜々佳（同大学3年）が円盤投で59m3cmの女子日本新記録を達成（従来の記録は2007年に室伏由佳が記録した58m62cm）[41]。
- 27日 - 【五輪・総合】 JOCは、2018年度のオリンピック・ムーブメント推進並びに各スポーツ競技に於いて優秀な成果を挙げた競技者の功績などを讃えて贈る『平成30年度JOCスポーツ賞』各賞をこの日、公式サイトにて発表。年度最優秀賞には2018年全米オープンテニス女子シングルスで日本人選手初の優勝を成し遂げた大坂なおみ（テニス／日清食品）、特別栄誉賞にはFISスキージャンプ・ワールドカップで日本人選手初となる年間総合優勝を成し遂げた小林陵侑（スキージャンプ／土屋ホーム）をそれぞれ選出した[42]。
- 30日 - 【五輪・バスケットボール】  コートジボワールで行われた国際バスケットボール連盟（FIBA）の理事会で、2020年東京五輪の5人制バスケットボール競技について、日本に対して開催国出場枠を付与することを決定。女子は2大会連続5回目、男子は1976年モントリオール五輪以来44年ぶり7回目の出場となる[43][44]。またFIBA理事会では東京五輪で実施される3人制バスケットボール競技についても日本に対して男女共に開催国出場枠が付与されることも同時に決定された[43]。
- 31日 - 【陸上競技】 五輪メダリストの高橋尚子、有森裕子らを指導し、「名伯楽」として知られたマラソントレーナーで佐倉アスリート倶楽部代表の小出義雄が、この日をもって指導委託先のユニバーサルエンターテイメントとの契約期間が切れたことにより指導者を勇退。最近は入退院を繰り返すなど体調面が心配されていた[45]。その後小出は4月24日朝に肺炎のため千葉県内の病院で死去した（80歳没）[46]。

### 4月
- 6日 - 【プロボクシング】 前日の5日に大阪府立体育会館（エディオンアリーナ大阪）第二競技場（大阪市浪速区）で行われた堤本京介（大阪帝拳ジム）対テイル渥美（渥美ジム）戦8回戦で第3ラウンドの試合時間が規定より1分短い2分で行われていたことがこの日判明。JBCは経緯を調査すると同時に試合成立の可否を後日発表。同様のミスは昨年12月に大阪市内で行われた東洋太平洋バンタム級王者決定戦12回戦で発生し、今年2月に関係者が処分されたばかり[47][48]。その後JBCは4月12日に当該試合のタイムキーパーを無期限ライセンス資格停止[49]、試合役員を厳重注意[50]、JBCスーパーバイザーを戒告[51] 処分にしたことを発表した。→2月18日の出来事参照
- 7日 - 【自動車】 インディカー・シリーズ第3戦アラバマ・グランプリ（アラバマ州バーミングハム・バーバー・モータースポーツ・パーク）で、佐藤琢磨（レイホール・レターマン・ラニガン・レーシング、ホンダ）が通算4度目の優勝[52]。
- 13日 - 【ゴルフ】 PGAツアーメジャートーナメントの2019年第1戦となるマスターズ・トーナメント最終日（ジョージア州・オーガスタ・ナショナルGC）にて、タイガー・ウッズ（ アメリカ合衆国）が13アンダーで優勝し、2005年以来14ぶりとなる大会5勝目を挙げた[53]。
- 17日 - 【ラグビー】 元内閣総理大臣で日本ラグビー協会名誉会長を務める森喜朗が、東京都内で行われた理事会終了後に突如辞任する意向を表明。辞任の理由は明らかにしていない[54]。
- 29日 - 【柔道】 日本武道館（東京都千代田区）で行われた『全日本柔道選手権大会』3回戦・佐藤和哉（日本製鉄）対熊代佑輔（ALSOK）戦は試合開始から消極的な試合展開となり、延長戦の末両者に3度目の「指導」が与えられいずれも反則負けとなる前代未聞の珍事。両者が反則負けを喫したのは1948年の大会開始以来もちろん初めて[55]。

### 5月
- 6日 - 【陸上競技】 木南道孝記念陸上競技大会（大阪市東住吉区・ヤンマースタジアム長居）で北口榛花（日本大学4年）がやり投で64m36cmの女子日本新記録を達成[56]（従来の記録は海老原有希の63m80cm、同年10月の世界選手権では記録を66m00cmに更に更新[57]）。
- 30日 - 【競泳】 日本水泳連盟は、7月に イタリア・カンパニア州ナポリで開催されるユニバーシアード大会の競泳日本代表として選出した32名のうち、参加条件を満たさない女子選手2名を誤って選出していたミスがあったとして代表を取り消すと同時に謝罪した。今大会から変更された参加規定を誤認していたことが原因。これに伴う選手の補充は行わない[58]。

### 6月
- 7日 - 【陸上競技】  アメリカ合衆国・テキサス州オースティンで行われた全米大学選手権100メートル決勝で、サニブラウン・アブデル・ハキーム（フロリダ大）が2017年9月に桐生祥秀がマークした9秒98を0コンマ01更新する9秒97の日本新記録で3位入賞。サニブラウンは5日に行われた準決勝で追い風参考ながら9秒96をマークしていた[59]。
- 15日・16日 - 【自動車】 第87回ル・マン24時間耐久レース（ フランス・サルト・サーキット）で、中嶋一貴・フェルナンド・アロンソ・セバスチャン・ブエミを擁したトヨタ・TS050 HYBRID8号車が連覇を達成。またこの優勝により中嶋は世界耐久選手権（WEC）史上初となる日本人総合王者となった。レースは小林可夢偉らを擁した同7号車がトップを走っていたが、残り1時間のところでタイヤトラブルが発生し2位を走行していた8号車が逆転でトップに立ちそのまま逃げ切った。7号車は2位でフィニッシュした[60][61]。
- 20日 - 【ラグビー】 トップリーグに所属するトヨタ自動車ヴェルブリッツの28歳の日本人選手が、コカインを所持していた麻薬及び向精神薬取締法違反の疑いで愛知県警に逮捕。調べに対し容疑を否認しているが[62]、逮捕を受けチームは当面の間の活動自粛を発表[63]。また23日の三菱重工相模原ダイナボアーズ戦（岩手県盛岡市・いわぎんスタジアム）を始め、6月から7月に行われるトップリーグ杯プール戦5戦への参加も辞退した[64]。しかし27日、新たにニュージーランド出身で現在は日本国籍を有する35歳の選手が自宅でコカインを所持していた同法違反で愛知県警に逮捕された[65]。
- 27日 - 【五輪】 JOCは東京都内で行われた評議員会と理事会での採決を経て、新会長に1984年ロス五輪柔道無差別級金メダリストで現在全日本柔道連盟会長を務める山下泰裕を選出したことを発表[66]。

### 7月
- 3日
  - 【総合】 日本スポーツ振興センター（JSC）は、東京都新宿区に建設中の新国立競技場について、『2019年12月21日に開場式（オープニングイベント）を開催する』ことを発表すると共に[67]、開場後の名称について『国立競技場』とすることも併せて発表した[67]。
  - 【ゴルフ】 日本プロゴルフ協会（JPGA）は7月4日から7日にいぶすきGC（鹿児島県指宿市）にて開催された第87回日本プロゴルフ選手権大会について、『鹿児島県内の大雨情報による天候不良を見越し、初日（4日）の競技を中止し、7月5日に順延すると共に日程についても5日・6日に予選ラウンド、7日に決勝ラウンド（36ホール）として大会を開催する』ことを発表した[68]。なお、JPGA会長の倉本昌弘は大会の開催について「天候状況を見ながらその都度判断する」としている[68]。
- 14日 - 【テニス】 テニスのグランドスラム大会である2019年ウィンブルドン選手権最終日に行われた2019年ウィンブルドン選手権少年男子シングルス（英語版）決勝戦で、 日本の望月慎太郎（Team YUKA）が、 スペインのカルロス・ヒメノ・ヴァレーロを2-0（6-3, 6-2）で下し、日本人男子選手[注釈 2]として初となるグランドスラム大会少年男子シングルスの優勝を成し遂げた[69]。

### 8月
- 4日 - 【ゴルフ】  イングランド・ウォーバーンGCで行われたLPGAメジャー大会の『AIG全英女子オープン』最終日で、3日目に首位に立った渋野日向子（RSK山陽放送）が日本国外メジャー初挑戦で初優勝を達成する快挙。日本人女子選手が米国女子メジャー大会を制覇したのは1977年の『全米女子プロゴルフ選手権』での樋口久子以来42年ぶり2人目[70]。この優勝によりLPGAツアーの5年シード権取得が可能になったが、渋野はこれを放棄し日本国内ツアーに専念する意向を表明した[71]。
- 17日
  - 【陸上競技】 福井県福井市の福井運動公園陸上競技場で開催された陸上競技公式記録会『Athlete Night Games in FUKUI -FUKUI 9.98 CUP-』の男子走り幅跳びで、橋岡優輝（日本大学）が1回目に8m32（+1.6 m/s）を跳び、森長正樹が1992年に記録した8m25の日本記録を27年ぶりに更新[注釈 3][72] したが、その直後に城山正太郎（ゼンリン）が8m40（+1.5 m/s）を跳び、森長の記録を15cm超える日本記録として更新した[73]。
  - 【ラグビー】 ウェールズ代表が世界ランキングで初の1位となり、ニュージーランド代表が2009年以来、約10年ぶりの首位陥落[74]。
- 20日・21日 - 【スポーツクライミング】 エスフォルタアリーナ八王子（東京都八王子市）にて2020年東京オリンピックの新規実施競技種目であるスポーツクライミングの2019 IFSC クライミング世界選手権大会（英語版）の複合種目の男子・女子の決勝が2日間に亘って実施され、20日の複合女子決勝では野口啓代（TEAM au）が総合2位に入り[75]、21日の複合男子決勝では楢﨑智亜（同）が優勝した[76]。これにより野口と楢﨑の両名が日本山岳・スポーツクライミング協会の規定で今回の世界選手権複合種目にて『7位以内入賞かつ日本人選手最上位選手』というオリンピック代表選手選考基準を満たし、東京オリンピックのスポーツクライミング日本代表に内定した[75][76]。

### 9月
- 1日 - 【陸上競技】 山梨県富士吉田市の富士北麓公園陸上競技場で開催された公式記録競技会『富士北麓ワールドトライアル』にて、寺田明日香（パソナグループ）が女子100mハードルで金沢イボンヌ（当時佐田建設）が2000年に記録した13秒00の日本記録[注釈 4]を更新する12秒97の日本新記録を樹立した[78]。
- 2日 - 【ゴルフ】 JGTOはこの日記者会見を開き、2020年7月8日 - 12日に取手国際GC（茨城県つくばみらい市）にて、ゴルフ用品店の株式会社ゴルフパートナーをスポンサーとして日本ゴルフ史上初となるプロ・アマ合同トーナメント競技大会『ゴルフパートナー・プロアマトーナメント』（賞金総額5,000万円）を開催することを発表。本大会はプロ120人とアマチュア300人が同一トーナメントに出場し、予選ラウンドと決勝ラウンドを共に2日間（予選と決勝の間に予備日を1日挟む）ずつ行う4日間競技として開催する予定となっている[79]。
- 15日 - 【陸上競技】 この日都内で行われたマラソングランドチャンピオンシップ（MGC）の男子で、8時50分スタート予定がオメガ製の計時機器の異常により1分54秒遅れ、さらに25km地点の通過ラップを送信する際にもトラブルがあった。同社製機器は東京五輪本番でも使用される予定であり、大会組織委員会は原因を調査している[80]。なおスタートが遅れた理由について、日本陸連マラソン強化戦略プロジェクトリーダーの瀬古利彦が翌16日朝の民放テレビの情報番組で「スタートピストルの充電を忘れていたらしい」と語った[81]。
- 18日 - 【陸上競技】 本年の世界陸上の十種競技代表に内定していた右代啓祐（国士舘クラブ）が、日本陸連のミスにより国際陸上競技連盟からエントリーが認められなかったことが判明し、日本陸連強化委員長の麻場一徳が東京都内で行った記者会見で「右代選手に大変つらい思いをさせてしまった」と謝罪した[82]。日本陸連は救済措置として欠場者が出た場合に出場できるよう国際陸連と調整を行っていたが[83]、20日になり一転して出場が認められることになった[84]。
- 22日 - 【新体操】 2019年世界新体操選手権大会（英語版）（ アゼルバイジャン・バクー）の最終日に行われた団体種目別の5ボールにて日本女子（横田葵子、熨斗谷さくら、鈴木歩佳、竹中七海、松原梨恵、杉本早裕吏）が総得点29.550点をマークし、 ブルガリアと ロシアを抑えて1位となり史上初となる金メダルを獲得した[85]。
- 28日 - 【陸上競技】 2019年世界陸上競技選手権大会（ カタール・ドーハ）で、この日の23時30分（現地時間）より開催された男子50 km競歩にて、鈴木雄介（富士通）が4時間04分20秒で第1位となり、オリンピック・世界選手権を通して日本競歩史上初となる金メダルを獲得。また鈴木はこの金メダルにより、2020年東京オリンピック陸上競技の競歩男子50 km日本代表に内定した[86]。

### 10月
- 1日 - 【バスケットボール】 Bリーグ現役最年長（49歳）選手で、レバンガ北海道の代表を兼務する折茂武彦が札幌市内で行った記者会見で2019-2020年シーズンをもって引退することを発表[87]。またチームの代表もシーズン終了後に退く意向[88]。→1月5日の出来事も参照
- 3日 - 【プロボクシング】 JBCはこの日、昨年（2018年）4月15日に開催されたプロボクシング世界ボクシング評議会（WBC）世界フライ級タイトルマッチ（横浜市港北区・横浜アリーナ）の試合前日計量で規定体重超過による失格のため、同王座を剥奪され、その後に同年4月25日付でボクサーライセンス無期限停止処分を受けていた比嘉大吾（白井・具志堅）について、JBCが提示した『1階級以上の転級及び定期的なコンディション管理報告の義務付け』などの処分解除条件を満たしたとして、9月27日に開いた倫理委員会で処分の解除を決定し即日告示すると共に、比嘉の処分を解除したことを正式発表した[89][90]。→2018年4月14日及び25日の出来事の項を参照。
- 4日 - 【陸上競技】 2019年世界陸上競技選手権大会（ カタール・ドーハ）で、この日の23時30分（現地時間）より開催された男子20 km競歩にて、山西利和（愛知製鋼）が1時間26分33秒で第1位となり、今大会男子50 km競歩の鈴木雄介に続く金メダルを獲得。日本競歩陣がオリンピック・世界選手権を通して男子の2種目（50 km／20 km）を制覇したのは史上初であり、また日本選手団全体でも世界陸上の1大会で複数の金メダルを獲得したのも史上初。なお、山西はこの金メダルにより、2020年東京オリンピック陸上競技の競歩男子20 km日本代表に内定した[91]。
- 10日
  - 【テニス】 女子プロテニス選手の大坂なおみ（日清食品）が、10月16日に22歳の誕生日を迎えるに当たり、「2020年東京オリンピックに日本代表選手として出場する」意思を明確に表し、国籍法の規定に従って日本国籍選択の手続きを行ったことを明らかにした[注釈 5][93]。
  - 【陸上競技】 男子マラソン日本最高記録保持者の大迫傑が所属し、スポーツ用品大手のナイキが運営する『ナイキ・オレゴン・プロジェクト』が、ヘッドコーチ自身によるドーピング違反により米国反ドーピング機関（USADA）から4年間の資格停止処分を受けたことにより閉鎖することを米国の経済系通信社が報じ、ナイキの広報担当もこの事実を認めた。これについて大迫は自身のTwitterで「チームがなくなることは悲しいが、今後もナイキが全面サポートしてくれるため活動には何ら影響はない」とツイートした[94][95]。
  - 【ろう者スポーツ】 アジア太平洋ろう者スポーツ連合（APDSC）は、11月1日から10日に香港で開催される予定であった「第9回アジア太平洋ろう者競技大会」について、香港民主化デモの影響を考慮して、大会を中止すると発表した[96]。大会が中止になるのは2009年の クウェート大会以来2回目。2021年に ブラジルで開催が予定されているカシアス・ド・スルデフリンピックの選手選考にも影響を及ぼす可能性があり、国内の統括委員会である全日本ろうあ連盟のスポーツ委員会は対応を協議するという。
- 11日 - 【ゴルフ】 JLPGAは、11日から13日まで開催のスタンレーレディスゴルフトーナメント（静岡県裾野市・東名CC）について、令和元年東日本台風（台風19号）の影響を考慮して12日（2日目）の競技の全面中止を決定すると共に、13日（最終日）について観客の入場を行わない形（無観客試合）での競技を実施することを発表した[97]。その後、13日の最終日については10番コースからの9ホール（インコース）使用による競技とし、初日と併せた合計27ホールのスコアによる成績決定方式を採ることとなった[98]。
- 12日 - 【陸上競技】 男子マラソン公認世界記録保持者（2時間1分39秒）のエリウド・キプチョゲ（ ケニア）が、ウィーン（ オーストリア）で開催された国際陸上競技連盟（IAAF）非公認のフルマラソンレースにて、人類初となる2時間を切る1時間59分40秒の“世界新記録”を樹立した。なお、記録は非公認レースのために公式記録とならない[99]。
- 13日
  - 【陸上競技】 第42回シカゴマラソン（ アメリカ合衆国・イリノイ州シカゴ）女子の部で、ブリジット・コスゲイ（ ケニア）が2時間14分04秒の世界新記録を樹立、ポーラ・ラドクリフ（ イギリス）が2003年のロンドンマラソンで樹立した2時間15分25秒を16年ぶりに更新した[100][101]。
  - 【自動車】 F1日本グランプリ（三重県鈴鹿市・鈴鹿サーキット）決勝で、本来53周で施行されるところを機器トラブルにより52周目にチェッカーフラッグが振られるハプニングが発生。ただしレース自体は52周終了時点で成立した[102]。
- 14日 - 【陸上競技】 第31回出雲全日本大学選抜駅伝競走（島根県出雲市）で國學院大學が学生三大駅伝（出雲・全日本・箱根）初優勝を飾る[103]。
- 15日 - 【アメリカンフットボール】 慶應義塾大学アメリカンフットボール部が公式サイトにおいて無期限の活動自粛を発表。理由として「複数の部員による不適切行為が確認された」としているが、その内容については非公表とされた。これを受け関東学生アメリカンフットボール連盟は今季のリーグ戦について第4戦以降を棄権とし、競技規則により不戦敗とすると連盟公式サイトで発表。今後の措置に関しては理事会で決定するとした[104]。その後関係者の証言として、8月の夏合宿の際に複数の男子部員が女子部員の風呂場を盗撮していたことが判明した[105]。
- 20日 - 【ゴルフ】 富士通レディース最終日（千葉県千葉市緑区・東急セブンハンドレッドクラブ西コース）で、19歳のアマチュア・古江彩佳（滝川第二高校卒）が通算17アンダーで優勝。アマチュア選手の優勝は昨年のセンチュリー21レディス（滋賀県大津市・瀬田GC西コース）でのクリスティン・ギルマン（ アメリカ合衆国）以来7人目で、日本人アマチュア選手が勝ったのは2016年日本女子オープン（栃木県那須烏山市・烏山城CC）での畑岡奈紗以来3年ぶり。古江は大会終了後にプロ転向を宣言[106][107]。その後日本女子プロゴルフ協会に入会を申請し、10月23日に行われた理事会で申請が認められた[108]。
- 26日 - 【陸上競技】 第96回箱根駅伝予選会が東京都立川市で行われ、筑波大学が6位に入り26年ぶりに本戦出場権を獲得した一方[109]、今年の第95回大会まで33年連続出場を続けていた山梨学院大学は17位に終わり連続出場がストップした[110]。
- 27日
  - 【ゴルフ】 JLPGAは、『NOBUTA GROUP マスターズGCレディース』の大会前に会場のマスターズGC（兵庫県三木市）のクラブハウス内で、優勝経験のある30歳代の選手がクラブハウス従業員の態度に立腹し暴言を吐いていた事実を認め、会長の小林浩美が同倶楽部及び大会主催者に謝罪。当該選手については今後懲罰規定に沿って処分するとしているが、「事実関係を調査中で詳細は明らかにできない」として選手の実名は明かさなかった[111][112]。しかし31日に笠りつ子が「コース関係者に不適切な発言を行い不快な思いをされたことは事実です」と直筆の謝罪文で暴言を吐いたことを認めると共に、当面ツアー競技への出場を自粛することも表明した[113][114]。
  - 【陸上競技】 全日本50km競歩高畠大会（山形県東置賜郡高畠町）で川野将虎（東洋大学3年）が50 km競歩で3時間36分45秒の日本新記録を達成（従来の記録は本年4月の鈴木雄介の3時間39分07秒）[115]。
- 28日 - 【ゴルフ】 日本で初開催となったPGAツアー[注釈 6]『ZOZO CHAMPIONSHIP』（千葉県印西市・アコーディア・ゴルフ習志野CC）の翌日順延となった最終日の残りの競技が行われ、タイガー・ウッズ（ アメリカ合衆国）が初日から競技中止を挟んだ5日間で首位を譲らず通算19アンダーで優勝、PGAツアー通算82勝目を挙げてサム・スニードと共に通算勝利数歴代1位タイとなった[116]。

### 11月
- 1日 - 【東京五輪・陸上競技】 IOCは東京都内で行った四者会議で、東京五輪の男女マラソンと競歩の会場を当初の東京都内から北海道札幌市に変更することを決定。当初札幌市への会場移転については東京都知事の小池百合子が難色を示していたが、変更の権限がIOC側にあることで小池側が折れた格好になった。しかし小池は「合意なき決定」と落胆[117]。また検討されている男女マラソンの同日開催案について日本陸連マラソン強化戦略プロジェクトリーダーの瀬古利彦は民放テレビ局の情報番組で「現場をバカにしている。マラソンを知ってる人が決定したのか」と批判した[118]。→9月15日の出来事も参照
- 11日 - 【陸上競技】 国際陸上競技連盟は、この日より組織の名称を『ワールドアスレティックス』（英: World Athletics）に改めたことを発表した[119]。
- 12日 - 【ゴルフ】 JLPGAは、10月の『NOBUTA GROUP マスターズGCレディース』の大会前に、会場ゴルフコース関係者に対して暴言を行ったとされる笠りつ子（京セラ）について、『厳重注意並びに2019年度新人セミナーの初日から3日間を受講することを義務付ける』処分を行ったことをこの日発表[120]。これと併せてJLPGAは同種事案再発防止策として、協会登録トーナメント出場プロ選手に対し、『言動（言葉遣い）・マナーなど品位に関する講習会を、最低年1回は実施する』方針を示した[120]。→10月27日の出来事も参照
- 17日 - いずれも【ゴルフ】
  - 男子ゴルフの三井住友VISA太平洋マスターズ（静岡県御殿場市・太平洋クラブ御殿場コース）最終日で、東北福祉大学3年在学中のアマチュア・金谷拓実が通算13アンダーで優勝し、倉本昌弘・石川遼・松山英樹に続いて日本男子プロゴルフ史上4人目の快挙を達成した[121]。
  - 女子ゴルフの伊藤園レディスゴルフトーナメント（千葉県長生郡長南町・グレートアイランド倶楽部）最終日で、鈴木愛（セールスフォース）が通算14アンダーで優勝し、2007年の全美貞（ 韓国）以来、史上2人目となる3週連続ツアー優勝（日本人選手として初）を達成すると共に[122]、不動裕理[注釈 7]（2003年・2004年）、イ・ボミ（ 韓国、2015年）に続く史上3人目（4度目）のツアー年間7勝を達成した[122]。
- 19日 - 【ゴルフ】 コース関係者に暴言を吐いたとされ、ツアー出場を自粛している笠りつ子が愛媛県松山市のエリエールGC松山に自粛後初めて公の場に姿を現し、暴言を吐いたことは事実であると認め、改めて謝罪すると共に年内一杯は活動を自粛する方針であることを発表した。また一時は現役引退を考えていたという[123]。→10月27日及び11月12日の出来事参照
- 20日
  - 【卓球】 2016年リオ五輪卓球男子シングルス銅メダリストの水谷隼（木下マイスター東京）から現金を脅し取ろうとしたとして、警視庁池袋署が恐喝未遂の疑いでいずれも駒澤大学3年の男2人（いずれも20歳）と19歳のアルバイトの女を逮捕。調べに対し男1人は容疑を否認している[124][125]。
  - 【プロボクシング】 元WBA及びIBFライトフライ級統一王者の田口良一（ワタナベ）が東京都内で現役引退を発表。今後は指導者としてボクシングジム開設を目指す[126]。

### 12月
- 1日
  - 【ゴルフ】 2019年度JLPGAツアー最終戦のLPGAツアーチャンピオンシップ リコーカップ（宮崎県宮崎市・宮崎CC）最終日で、今年度の賞金女王の座を巡り競り合っていた賞金ランキング1位の鈴木愛（セールスフォース）が通算5アンダーの5位タイ、2位の申智愛（ 韓国）が通算4アンダーの7位タイ、3位の渋野日向子（RSK山陽放送）が通算7アンダーの2位タイで競技を終了。この結果、鈴木が1億6018万9665円で2年ぶり2度目の賞金女王となり、渋野が1億5261万4314円で2位、申が1億4227万7195円で3位という結果となった[127]。
  - 【トランポリン】 東京オリンピックの予選を兼ねた2019年世界トランポリン競技選手権大会（英語版）（ 日本・東京都江東区・有明体操競技場）最終日の男女シングル（個人）が開催され、女子個人で森ひかる（金沢学院大学クラブ）が55・860点で優勝し、トランポリン競技で五輪・世界選手権を通して日本選手として初の金メダルを獲得。また男子個人では堺亮介（星稜クラブ）が決勝で5位に入賞し、日本体操協会が示した「世界選手権の決勝進出者の成績最上位者をオリンピック代表に内定させる」という選考基準を満たしたため、森と堺の男女2名がそのまま東京オリンピックのトランポリン代表に内定した[128]。
  - 【卓球】 コラート（ タイ）で開催された2019年世界ジュニア卓球選手権大会（英語版）の最終日に実施された決勝のうち、女子シングルスでは2003年の大会創設後初となる長﨑美柚（JOCエリートアカデミー）対小塩遥菜（同）の日本人同士の決勝となり、長﨑がゲームカウント4-2で小塩を下し、日本人選手として初となるジュニア世界一を達成した[129]。
- 4日 - 【東京五輪・陸上競技】 IOCは スイス・ローザンヌで行った理事会で、札幌市で開催される東京五輪の男女マラソンのコースについて前半20キロは大通公園（中央区）をスタートし、市の中心部を1周することが決定したものの、残りの距離は継続審議となった。またマラソンと競歩の日程が大会終盤となる8月6日から9日までの4日間に決定した[130]。→11月1日の出来事も参照
- 7日 - 【プロボクシング】 海老原博幸、具志堅用高、亀田興毅ら幾多の世界王者を輩出した協栄ボクシングジムが、現会長の金平桂一郎と現オーナーとの経営を巡るトラブルにより活動を休止することが判明[131][132]。2日後の9日には東日本ボクシング協会に休会届を提出し受理され、同日付で活動休止となった。なお金平は現オーナーが勤める運営会社に対して訴訟を検討している[133]。
- 8日
  - 【ゴルフ】 2019年度ジャパンゴルフツアー最終戦第56回ゴルフ日本シリーズ（東京都稲城市・東京よみうりCC）最終日で、石川遼（CASIO）が3ホールに渡るプレーオフの末優勝。賞金4000万円を獲得して2017年に池田勇太が記録した31歳269日を更新する28歳82日のツアー史上最年少記録で生涯獲得賞金10億円を突破した[134][135]。
  - 【卓球】 ITTFチャレンジ プラス・ノースアメリカンオープン（ カナダ・オンタリオ州マーカム）最終日の女子シングルス決勝にて、2020年東京オリンピックシングルス日本代表（2枠）選出につながるワールドランキングポイントを競り合っている平野美宇（日本生命保険）と石川佳純（全農）の両者が直接対決し、石川がゲームカウント4-2で平野を下して優勝。この結果、石川が1100ポイントを獲得して平野を135ポイント上回り伊藤美誠に続いて日本選手の世界ランキング2番手に繰り上がった[136]。
- 9日 - 【五輪・ドーピング】 世界アンチ・ドーピング機関（WADA）は、 ロシアが自国選手のドーピング検査のデータなどの改ざんを行っていた問題に対し、『今後4年間、ロシアを主要国際大会から追放する』という処分を課したことを発表。この処分によりロシアは2020年東京オリンピック・パラリンピックや、2022年北京冬季オリンピック、2022 FIFAワールドカップ カタール大会などの主要国際競技大会に国家として参加出来ず、また2022年にロシアで開催される予定であったバレーボール男子世界選手権およびレスリング世界選手権については返上となり別の国に開催国が変更されることとなる。なお、処分期間であっても厳格なドーピング検査を受けて潔白と判定されたロシア国籍の競技選手については2018年平昌冬季オリンピックと同様に『個人の資格で競技会参加の権利を与える』ことで主要国際競技大会への出場を容認する可能性がある[137][138]。
- 13日 - 【フィギュアスケート】 2018年平昌五輪金メダリストのアリーナ・ザギトワ（ ロシア）がこの日放送された同国のテレビ番組で活動休止を発表。さらに「人生における全てのものを手にした」と番組内で発言したため事実上の現役引退と見られていたが[139]、その後自身のInstagramで「真意が伝わっていなかった」として引退は否定した[140]。
- 15日
  - 【卓球】 ITTFワールドツアーグランドファイナルズ（英語版）（ 中国・河南省鄭州市）の最終日に開催された女子ダブルス決勝にて、世界ジュニア選手権女子ダブルス優勝ペアの木原美悠・長﨑美柚（ 日本・JOCエリートアカデミー）組が田志希・梁夏銀（ 韓国）組をゲームカウント3-0で勝利し、大会初出場で初優勝を飾ると同時に日本勢としても前年の伊藤美誠（スターツ）・早田ひな（日本生命保険）組に続く2年連続優勝となった[141]。
  - 【バドミントン】 BWFワールドツアーファイナルズ（英語版）（ 中国・広東省広州市）の最終日に開催された男子シングルス決勝にて、BWF男子世界1位の桃田賢斗（NTT東日本）が、アンソニー・シニスカ・ギンティン（ インドネシア）を相手に第1ゲームを落とすもその後の2ゲームを連取してゲームカウント2-1で逆転勝ちし、2015年大会（2015 BWF スーパーシリーズファイナルズ（英語版））以来、4年ぶり2度目の優勝（年間王者）を果たした[142]。
- 17日
  - 【水泳】 2月に白血病のため入院し治療を続けていた競泳選手の池江璃花子（ルネサンス／日本大学）がこの日、自らのSNSを更新して病院から退院したことを報告するとともに、「2024年パリオリンピック出場とメダル獲得を目標にトレーニングを始める」意思を明らかにした[143]。また池江のマネジメント事務所より池江の病状について『急性リンパ性白血病と診断され、当初は化学療法を行ったが、合併症併発などがあったことから化学療法を諦めて造血幹細胞移植を行った。細胞移植後は寛解状態を維持していることから退院に至った』『今後も通院治療は続くため、競技活動については医師との相談の上でトレーニングを始める』ことなどが公表された[144]。→2月12日の出来事も参照
  - 【ゴルフ】 JLPGAはこの日、東京都内で2020年ツアー日程および規定の改訂を発表。その中で2001年に撤廃されたアマチュア選手の出場試合数制限を「学業等に影響を与えている」として最大8試合に制限[145]。また試合毎にポイントを付与している「メルセデスランキング」を充実させ、賞金ランキング上位50位までに与えられている次年度のシード権をメルセデスランキング上位50位までの選手にも付与することを決定した[146]。さらに東京五輪のゴルフ競技期間中は女子ツアー大会を実施せず、今年当該期間中に行われた『北海道Meijiカップ』は休止し2021年に復活、また『センチュリー21レディス』は2019年をもって撤退する見込み[146][147]。
- 18日 - 【ゴルフ】 JLPGAはこの日東京都内で開催した『LPGAアワード2019』に合わせ、2020年度より協会の商標登録を『JLPGA』に変更することを表明。これは全米女子プロゴルフ協会の商標でもある『LPGA』との混同を避けること及び今後、日本協会としての世界進出を図る狙いから「JAPANを前面に打ち出したい」という意味を込めたものであることを明らかにした。なお、JLPGAのロゴマークなどは年明けから順次変更する予定である[148]。
- 19日
  - 【東京五輪・陸上競技】 東京五輪大会組織委員会は、札幌市で開催の男女マラソンで未定だった後半20km部分について、前半20kmの北半分の10km部分を2周することでIOC及び世界陸上競技連盟と合意したことを発表。計測を経て来春にコースが正式に決定される見込み[149]。→12月4日の出来事も参照
  - 【五輪・ドーピング】 ロシア反ドーピング機関（RUSADA）は、先に世界反ドーピング機関（WADA）が決定した五輪などの主要大会において4年間の追放処分としたことを不服としてスポーツ仲裁裁判所（CAS）に提訴することを発表。今後は聴聞会などを経て処分の妥当性の判断が下される[150]。→12月9日の出来事も参照
- 20日 - 【水泳】  アメリカ合衆国・ネバダ州ラスベガスで行われた短水路の国際リーグ決勝大会の男子400メートル個人メドレーで、瀬戸大也（全日本空輸）が3分54秒81の短水路世界新記録をマークして優勝した[151]。
- 24日 - 【ゴルフ】 JGTOは東京都内で来季のツアー日程を発表し、今年米国PGAツアーとの共催で開催した『ZOZO CHAMPIONSHIP』について賞金ランキング加算競技の対象から外すことを発表。巨大な賞金額（今季は賞金総額約11億円で実施）により終盤の賞金王争いの興味が薄れることを懸念したもの。また女子と同様、東京五輪期間中はツアー大会は開催しないことも発表した[152][153]。→10月28日の出来事も参照
- 27日 - 【スピードスケート】 第87回全日本スピードスケート選手権大会（長野県長野市・エムウェーブ）・オールラウンド部門にて、ショートトラックの第一人者で今年度の全日本選手権優勝者の菊池純礼（富士急行）が168.443点で初の総合優勝。なお、女子スピードスケートのロングとショートの双方トラックで全日本選手権を両方優勝した例は1978年度の加藤美善（愛知女子商業学園高等学校、当時）以来41年ぶりとなる[154]。
- 28日 - 【ラグビー】 第99回全国高等学校ラグビーフットボール大会（東大阪市花園ラグビー場）1回戦で行われた報徳学園高等学校（兵庫県代表）対山形県立山形中央高等学校戦で、報徳学園が大会歴代最多となる162点を挙げて圧勝した[155]。

## アメリカンフットボール

### 米国の大会
- 第53回スーパーボウル（2月3日、ジョージア州アトランタ・メルセデス・ベンツ・スタジアム）
  - ニューイングランド・ペイトリオッツ（AFC東地区、2年ぶり6度目） 13-3 ロサンゼルス・ラムズ（NFC西地区）[156]

### 日本の大会
- 第72回ライスボウル（1月3日、東京都文京区・東京ドーム）
  - 富士通フロンティアーズ（社会人代表、3年連続4度目） 52-17 関西学院大学ファイターズ（学生代表）[157]
- 第74回毎日甲子園ボウル（12月15日、兵庫県西宮市・阪神甲子園球場）
  - 関西学院大学ファイターズ（関西学生代表、2年連続30度目） 38-28 早稲田大学ビッグベアーズ（関東学生代表）[158]
- 第33回ジャパンエックスボウル（12月16日、東京ドーム）
  - 富士通フロンティアーズ（4年連続5度目） 28-26 パナソニック インパルス[159]

## カーリング

### 日本国内
- 第36回日本カーリング選手権大会（2月11日 - 17日、北海道札幌市豊平区・どうぎんカーリングスタジアム）
  - 男子決勝: 北海道コンサドーレ札幌 6-2 チーム東京（初優勝）[160]
  - 女子決勝: 中部電力 11-3 ロコ・ソラーレ（2年ぶり6回目）[161]

## テニス

### グランドスラム
- 全豪オープン（1月14日 - 27日）
  - 男子シングルス優勝：ノバク・ジョコビッチ（ セルビア）（3年ぶり7回目）[162]
  - 女子シングルス優勝：大坂なおみ（ 日本）（初優勝）[163]
  - 男子ダブルス優勝：ピエール＝ユーグ・エルベール（ フランス）&ニコラ・マユ（ フランス）（初優勝）[164]
  - 女子ダブルス優勝：サマンサ・ストーサー（ オーストラリア）&張帥（ 中国）（初優勝）[165]
  - 混合ダブルス優勝：ラジーブ・ラム（ アメリカ合衆国）&バルボラ・クレイチコバ（ チェコ）（初優勝）[166]
- 全仏オープン（5月26日 - 6月9日）
  - 男子シングルス優勝：ラファエル・ナダル（ スペイン）（3年連続12回目）[167]
  - 女子シングルス優勝：アシュリー・バーティ（ オーストラリア）（初優勝）[168]
  - 男子ダブルス優勝：ケビン・クラビーツ&アンドレアス・ミース（ ドイツ）（初優勝）[169]
  - 女子ダブルス優勝：クリスティナ・ムラデノビッチ（ フランス）&ティメア・バボシュ（ ハンガリー）（初優勝）[170]
  - 混合ダブルス優勝：イワン・ドディグ（ クロアチア）&詹詠然（ チャイニーズタイペイ）（2年連続2回目）[171]
- ウィンブルドン選手権（7月1日 - 14日）
  - 男子シングルス優勝：ノバク・ジョコビッチ（ セルビア）（2年連続5回目）[172]
  - 女子シングルス優勝：シモナ・ハレプ（ ルーマニア）（初優勝） [173]
  - 男子ダブルス優勝：ロベルト・ファラ&フアン・セバスティアン・カバル（ コロンビア）（初優勝）[174]
  - 女子ダブルス優勝：バルボラ・ストリコバ（ チェコ）&謝淑薇（ チャイニーズタイペイ）（初優勝）[175]
  - 混合ダブルス優勝：イワン・ドディグ（ クロアチア）&詹詠然（ チャイニーズタイペイ）（初優勝）[176]
- 全米オープン（8月26日 - 9月8日）
  - 男子シングルス優勝：ラファエル・ナダル（ スペイン）（2年ぶり4回目）[177]
  - 女子シングルス優勝：ビアンカ・アンドレースク（ カナダ）（初優勝）[178]
  - 男子ダブルス優勝：ロベルト・ファラ&フアン・セバスティアン・カバル（ コロンビア）（初優勝）[179]
  - 女子ダブルス優勝：エリス・メルテンス（ ベルギー）&アリーナ・サバレンカ（ ベラルーシ）（初優勝）[180]
  - 混合ダブルス優勝：ジェイミー・マリー（ イギリス）&ベサニー・マテック＝サンズ（ アメリカ合衆国）（2年連続2回目）[181]

## 卓球
- 全日本卓球選手権大会（1月14日 - 20日、大阪府大阪市港区・丸善インテックアリーナ大阪）
  - 男子シングルス優勝：水谷隼（木下グループHD）（2年ぶり10回目）[182]
  - 女子シングルス優勝：伊藤美誠（スターツSC）（2年連続2回目）[183]
  - 男子ダブルス優勝：木造勇人（愛知工業大）&張本智和（JOCエリートアカデミー）（初優勝）[184]
  - 女子ダブルス優勝：伊藤美誠（スターツSC） &早田ひな（日本生命/希望が丘高等学校）（2年連続2回目）[185]
  - 混合ダブルス優勝：森薗政崇（岡山リベッツ）&伊藤美誠（スターツSC）（2年連続2回目）[186]
- Tリーグ

## 柔道

### 日本国内
- 第34回 皇后盃全日本女子柔道選手権大会（4月21日、神奈川県横浜市中区・横浜文化体育館）
  - 優勝: 素根輝（推薦・環太平洋大学）（2年連続2回目）[187]
- 平成31年 全日本柔道選手権大会（4月29日、東京都千代田区・日本武道館）
  - 優勝: ウルフ・アロン（関東・了徳寺学園教）（初優勝）[188]

## ラグビー

### ワールドカップ
- ラグビーワールドカップ2019（9月20日 - 11月2日、日本）
  - 優勝：南アフリカ（3大会ぶり3度目）[189]

### 日本の学生ラグビー
- 第98回全国高等学校ラグビーフットボール大会・決勝（1月7日、大阪府東大阪市・東大阪市花園ラグビー場）
  - 大阪桐蔭高等学校（大阪第1地区代表、初優勝） 26-24 桐蔭学園高等学校（神奈川県代表）[5]
- 第55回全国大学ラグビーフットボール選手権大会・決勝（1月12日、東京都港区・秩父宮ラグビー場）
  - 明治大学（22季ぶり13度目） 22-17 天理大学[190]

## ボクシング

### 日本のジム所属選手の世界戦
| 開催日   | 会場                                                                              | タイトル種別                                 | 統括団体 | 対戦者                             | 結果                    | 対戦者                                            |
| -------- | --------------------------------------------------------------------------------- | -------------------------------------------- | -------- | ---------------------------------- | ----------------------- | ------------------------------------------------- |
| 1月18日  | アメリカ合衆国・ニューヨーク州ニューヨーク マディソン・スクエア・ガーデン         | IBF世界スーパーバンタム級 タイトルマッチ     | IBF      | 高橋竜平 （10位/横浜光）           | ★11回2分18秒TKO☆        | テレンス・ジョン・ドヘニー （王者/ アイルランド） |
| 1月26日  | アメリカ合衆国・テキサス州ヒューストン トヨタセンター                             | WBO世界スーパーウェルター級 タイトルマッチ   | WBO      | 井上岳志 （3位/ワールドスポーツ）  | ★判定0-3☆               | ハイメ・ムンギア （王者/ メキシコ）               |
| 2月16日  | メキシコ・キンタナ・ロー州カンクン オアシスホテル                                 | WBC女子世界ライトフライ級 タイトルマッチ     | WBC      | 塙英理加 （UNITED）                | ★判定0-2☆               | イェセニア・ゴメス （王者/ メキシコ）             |
| 2月18日  | 東京都文京区 後楽園ホール                                                         | IBF世界スーパーライト級 挑戦者決定戦         | IBF      | 近藤明広 （4位/一力）              | ★5回1分47秒KO☆          | アピヌン・コーンソーン （6位/ タイ）              |
| 2月26日  | 東京都文京区 後楽園ホール                                                         | WBO世界ミニマム級 タイトルマッチ             | WBO      | 谷口将隆 （6位/ワタナベ）          | ★判定0-3☆               | ビック・サルダール （王者/ フィリピン）           |
| 3月16日  | 岐阜県岐阜市 岐阜メモリアルセンターで愛ドーム                                     | WBO世界フライ級 タイトルマッチ               | WBO      | 田中恒成 （王者/畑中）             | ☆判定3-0★               | 田口良一 （4位/ワタナベ）                         |
| 4月27日  | 大阪府大阪市浪速区 エディオンアリーナ大阪第2競技場                                | WBC女子世界ミニマム級 指名挑戦者決定戦       | WBC      | 多田悦子 （真正）                  | ☆7回59秒TKO★            | キャナラット・ヨーハンゴー （ タイ）              |
| 4月27日  | 大阪府大阪市浪速区 エディオンアリーナ大阪第2競技場                                | WBO女子世界ミニマム級 王座決定戦             | WBO      | 佐伯霞 （真正）                    | ☆6回1分5秒TKO★          | エリザベス・ロペス （ メキシコ）                  |
| 5月4日   | アメリカ合衆国・カリフォルニア州ストックトン ストックトン・アリーナ               | IBF世界スーパーフライ級 タイトルマッチ       | IBF      | 船井龍一 （1位/ワタナベ）          | ★7回1秒TKO☆             | ジャーウィン・アンカハス （王者/ フィリピン）     |
| 5月13日  | 東京都文京区 後楽園ホール                                                         | IBF世界フライ級 タイトルマッチ               | IBF      | 黒田雅之 （4位/川崎新田）          | ★判定0-3☆               | モルティ・ムザラネ （王者/ 南アフリカ共和国）     |
| 5月18日  | イギリス・グラスゴー The SSE Hydro                                                | IBF世界バンタム級 タイトルマッチ             | IBF      | 井上尚弥 （WBA王者/大橋）          | ☆2回1分19秒TKO★         | エマヌエル・ロドリゲス （IBF王者/ プエルトリコ）  |
| 5月19日  | 兵庫県神戸市中央区 神戸ポートピアホテル                                           | IBF世界ライトフライ級 タイトルマッチ         | IBF      | 小西伶弥 （3位/真正）              | ★判定0-3☆               | フェリックス・アルバラード （王者/ ニカラグア）   |
| 5月25日  | アメリカ合衆国・フロリダ州キシミー オセオラ・ヘリテージパーク                     | WBO世界スーパーフェザー級 タイトルマッチ     | WBO      | 伊藤雅雪 （王者/横浜光）           | ★判定0-3☆               | ジャメル・ヘリング （7位/ アメリカ合衆国）        |
| 5月26日  | 中国・江西省撫州市                                                                | WBA世界フェザー級 タイトルマッチ             | WBA      | 久保隼 （10位/真正）               | ★6回1分16秒TKO☆         | 徐燦 （王者/ 中国）                               |
| 5月26日  | 中国・江西省撫州市                                                                | WBA世界ライトフライ級 タイトルマッチ         | WBA      | 木村翔 （2位/青木）                | ★判定0-3☆               | カルロス・カニサレス （王者/ ベネズエラ）         |
| 5月31日  | タイ・チョンブリ                                                                  | WBC世界ミニマム級 タイトルマッチ             | WBC      | 福原辰弥 （4位/本田フィットネス）  | ★8回2分35秒負傷判定0-3☆ | ワンヒン・ミナヨーティン （王者/ タイ）           |
| 6月19日  | 千葉県千葉市美浜区 幕張メッセイベントホール                                       | WBO女子世界スーパーフライ級 王座決定戦       | WBO      | 吉田実代 （EBISU K's BOX）         | ☆判定3-0★               | ケーシー・モートン （ アメリカ合衆国）            |
| 6月19日  | 千葉県千葉市美浜区 幕張メッセイベントホール                                       | WBA世界ライトフライ級 タイトルマッチ         | WBA      | 京口紘人 （スーパー王者/ワタナベ） | ☆判定3-0★               | タナワット・ナコーン （10位/ タイ）               |
| 6月19日  | 千葉県千葉市美浜区 幕張メッセイベントホール                                       | WBO世界スーパーフライ級 王座決定戦           | WBO      | 井岡一翔 （2位/Reason大貴）        | ☆10回1分46秒TKO★        | アストン・パリクテ （1位/ フィリピン）            |
| 6月29日  | 韓国・仁川広域市                                                                  | WBA女子世界スーパーフェザー級 タイトルマッチ | WBA      | 藤原芽子 （真正）                  | ★判定0-3☆               | チェ・ヒョンミ （王者/ 韓国）                     |
| 7月12日  | 大阪府大阪市浪速区 エディオンアリーナ大阪第1競技場                                | WBC世界ライトフライ級 タイトルマッチ         | WBC      | 拳四朗 （王者/B.M.B）              | ☆4回1分TKO★             | ジョナサン・タコニン （1位/ フィリピン）          |
| 7月12日  | 大阪府大阪市浪速区 エディオンアリーナ大阪第1競技場                                | WBA世界ミドル級 タイトルマッチ               | WBA      | 村田諒太 （4位/帝拳）              | ☆2回2分34秒TKO★         | ロブ・ブラント （王者/ アメリカ合衆国）           |
| 7月12日  | 東京都文京区 後楽園ホール                                                         | WBA女子世界フライ級 タイトルマッチ           | WBA      | 藤岡奈穂子 （王者/竹原&畑山）      | △判定1-1△               | 天海ツナミ （WBO女子世界ライトフライ級王者/山木） |
| 7月13日  | アメリカ合衆国・カリフォルニア州カーソン ディグニティ・ヘルス・スポーツ・パーク   | WBC世界スーパーバンタム級 王座統一戦         | WBC      | 亀田和毅 （暫定王者/協栄）         | ★判定0-3☆               | レイ・バルガス （正規王者/ メキシコ）             |
| 7月19日  | アメリカ合衆国・メリーランド州オクソンヒル MGMナショナル・ハーバーリゾート&カジノ | IBF世界ライト級 指名挑戦者決定戦             | IBF      | 中谷正義 （3位/井岡）              | ★判定0-3☆               | テオフィモ・ロペス （4位/ アメリカ合衆国）        |
| 8月2日   | アメリカ合衆国・フロリダ州キシミー キシミー・シビック・センター                   | WBO世界スーパーフライ級 挑戦者決定戦         | WBO      | 江藤光喜 （2位/白井・具志堅）      | ★判定0-3☆               | ジェイビエール・シントロン （3位/ プエルトリコ）  |
| 8月24日  | 愛知県名古屋市港区 武田テバオーシャンアリーナ                                     | WBO世界フライ級 タイトルマッチ               | WBO      | 田中恒成 （王者/畑中）             | ☆7回2分49秒TKO★         | ジョナサン・ゴンサレス （1位/ プエルトリコ）      |
| 9月12日  | 東京都文京区 後楽園ホール                                                         | WBA女子世界アトム級 王座統一戦               | WBA      | 宮尾綾香 （暫定王者/ワタナベ）     | ★判定1-2☆               | モンセラット・アラルコン （正規王者/ メキシコ）   |
| 9月12日  | 東京都文京区 後楽園ホール                                                         | IBF女子世界アトム級 タイトルマッチ           | IBF      | 花形冴美 （王者/花形）             | ☆判定2-1★               | 池山直 （6位/フュチュール）                       |
| 10月1日  | 大阪府大阪市浪速区 エディオンアリーナ大阪第1競技場                                | WBA世界ライトフライ級 タイトルマッチ         | WBA      | 京口紘人 （スーパー王者/ワタナベ） | ☆判定3-0★               | 久田哲也 （1位/ハラダ）                           |
| 11月7日  | 埼玉県さいたま市中央区 さいたまスーパーアリーナ                                   | WBC世界バンタム級 王座統一戦                 | WBC      | 井上拓真 （暫定王者/大橋）         | ★判定0-3☆               | ノルディーヌ・ウバーリ （正規王者/ フランス）     |
| 11月7日  | 埼玉県さいたま市中央区 さいたまスーパーアリーナ                                   | WBA・IBF世界バンタム級 タイトルマッチ        | WBA/IBF  | 井上尚弥 （WBA正規・IBF王者/大橋） | ☆判定3-0★               | ノニト・ドネア （WBAスーパー王者/ フィリピン）    |
| 12月7日  | アメリカ合衆国・ニューヨーク州ニューヨーク バークレイズ・センター                 | IBF世界スーパーバンタム級 暫定王座決定戦     | IBF      | 岩佐亮佑 （1位/セレス）            | ☆11回1分9分TKO★         | マーロン・タパレス （3位/ フィリピン）            |
| 12月14日 | 鹿児島県肝属郡肝付町 内之浦銀河アリーナ                                           | WBO女子世界ライトフライ級 タイトルマッチ     | WBO      | 天海ツナミ （王者/山木）           | ☆8回1分40分TKO★         | ジョゼベル・パガデュアン （1位/ フィリピン）      |
| 12月23日 | 神奈川県横浜市港北区 横浜アリーナ                                                 | WBC世界ライトフライ級 タイトルマッチ         | WBC      | 寺地拳四朗 （王者/B.M.B）          | ☆4回1分8秒TKO★          | ランディ・ペタルコリン （12位/ フィリピン）       |
| 12月23日 | 神奈川県横浜市港北区 横浜アリーナ                                                 | IBF世界フライ級 タイトルマッチ               | IBF      | 八重樫東 （14位/大橋）             | ★9回2分54秒TKO☆         | モルティ・ムザラネ （王者/ 南アフリカ共和国）     |
| 12月23日 | 神奈川県横浜市港北区 横浜アリーナ                                                 | WBA世界ミドル級 タイトルマッチ               | WBA      | 村田諒太 （王者/帝拳）             | ☆5回2分45秒TKO★         | スティーブン・バトラー （8位/ カナダ）            |
| 12月28日 | 大阪府大阪市浪速区 エディオンアリーナ大阪第2競技場                                | IBF世界スーパーフライ級 挑戦者決定戦         | IBF      | 石田匠 （5位/井岡）                | ★判定1-2☆               | イスラエル・ゴンサレス （8位/ メキシコ）          |
| 12月31日 | 東京都大田区 大田区総合体育館                                                     | WBO女子世界スーパーフライ級 タイトルマッチ   | WBO      | 吉田実代 （王者/EBISU K's BOX）    | ☆判定3-0★               | シー・リーピン （ 中国）                          |
| 12月31日 | 東京都大田区 大田区総合体育館                                                     | WBO世界フライ級 タイトルマッチ               | WBO      | 田中恒成 （王者/畑中）             | ☆3回2分29秒KO★          | ウラン・トロハツ （10位/ 中国）                   |
| 12月31日 | 東京都大田区 大田区総合体育館                                                     | WBO世界スーパーフライ級 タイトルマッチ       | WBO      | 井岡一翔 （王者/Reason大貴）       | ☆判定3-0★               | ジェイビエール・シントロン （1位/ プエルトリコ）  |

統括団体について
- WBA…世界ボクシング協会
- WBC…世界ボクシング評議会
- IBF…国際ボクシング連盟
- WBO…世界ボクシング機構

## モータースポーツ（自動車）
FIA 世界耐久選手権シリーズ
- 第87回ル・マン24時間耐久自動車レース決勝（6月15日・16日、 フランス・ル・マン・サルト・サーキット/1周13.626 km）[61][232]
  - 総合優勝・LMP1クラス優勝：トヨタ・TS050 HYBRID 8号車（中嶋一貴・フェルナンド・アロンソ・セバスチャン・ブエミ） 385周
  - LMP2クラス優勝：アルピーヌA470・ギブソン 36号車 367周
  - LM-GTEプロクラス優勝：フェラーリ488GTE Evo 51号車 342周
  - LM-GTEアマクラス優勝：ポルシェ・911RSR 56号車 333周[注釈 8]

FIA F1世界選手権シリーズ
- ドライバーズ・チャンピオン：ルイス・ハミルトン（ イギリス、メルセデスAMG F1、3年連続6度目）[234]
- コンストラクターズ・チャンピオン：メルセデスAMG F1（6年連続6度目）[235]
- 日本グランプリ（10月11日 - 13日[注釈 9]、三重県鈴鹿市・鈴鹿サーキット/1周5.807 km×53周）
  - 優勝：バルテリ・ボッタス（ フィンランド、メルセデスAMG F1）[235]
    - なお前述の通り、53周で施行されるところを機器トラブルが発生したため52周終了時点でレース成立となった。

## 体操
- 第73回全日本体操競技個人総合選手権大会（4月26日 - 28日、群馬県高崎市・高崎アリーナ）
男子個人総合優勝: 谷川翔（順天堂大学）170.265（2年連続2回目）[237]
女子個人総合優勝: 寺本明日香（ミキハウス/レジックスポーツ）111.998（4年ぶり2回目）[237]
- 第58回NHK杯体操選手権（5月18日・19日、東京都調布市・武蔵野の森総合スポーツプラザ）
男子優勝: 谷川翔（順天堂大学）84.098（初優勝）[238]
女子優勝: 寺本明日香（ミキハウス/レジックスポーツ）54.165（3年ぶり3回目）[239]

## ゴルフ
※公式戦のみ記載。

### 全米プロゴルフ協会（PGA）
- マスターズ・トーナメント（4月11日 - 14日、ジョージア州オーガスタ・オーガスタ・ナショナルGC/7475Yards, Par72）
  - 優勝：タイガー・ウッズ（ アメリカ合衆国） -13（275） ※今大会14年ぶり5度目の優勝（メジャー15勝目）[53]
    - 日本勢最高は松山英樹の-3（285）で32位タイ[53]
- 第101回全米プロゴルフ選手権（5月16日 - 19日、ニューヨーク州ロングアイランド・ベスページ・ステートパーク・ブラックコース/7459Yards, Par70）
  - 優勝：ブルックス・ケプカ（ アメリカ合衆国） -8（272） ※大会連覇[240]
    - 日本勢で唯一予選を通過した松山英樹は+3（283）で16位タイ[240]
- 第119回全米オープンゴルフ（6月13日 - 16日、カリフォルニア州ペブルビーチ・ペブルビーチGL/7075Yards, Par71）
  - 優勝：ゲーリー・ウッドランド（英語版）（ アメリカ合衆国） -13（271） ※メジャー初制覇[241]
    - 日本勢で唯一予選を通過した松山英樹は-2（282）で21位タイ[242]
- 第148回全英オープン（7月18日 - 21日、 北アイルランドポートラッシュ・ロイヤルポートラッシュGC/7344Yards, Par71）
  - 優勝：シェーン・ローリー（ アイルランド） -15（269） ※メジャー初制覇[243]
    - 日本勢最高は浅地洋佑の+6（290）で67位タイ[243]

### 全米女子プロゴルフ協会（USLPGA）
- ANAインスピレーション（4月4日 - 7日、カリフォルニア州ランチョ・ミラージュ・ミッションヒルズCC/6834yards, Par72）
  - 優勝：高真栄 （コ・ジンヨン、 韓国） -10（278） ※メジャー初制覇[244]
    - 日本勢最高は上原彩子のイーブンパー（288）で26位タイ[244]
- 第74回全米女子オープン（5月30日 - 6月2日、サウスカロライナ州チャールストン・カントリー・クラブ・オブ・チャールストン/6535Yards, Par71）
  - 優勝：李晶恩（イ・ジョンウン6）[注釈 10] （ 韓国） -6（278） ※メジャー初制覇[245]
    - 日本勢最高は比嘉真美子の-3（281）で5位タイ[245]
- 第65回KPMG女子PGA選手権（6月20日 - 23日、ミネソタ州チャスカ・ヘイゼルティン・ナショナルGC/6807Yards, Par72）
  - 優勝：ハンナ・グリーン（英語版）（ オーストラリア） -9（279） ※全米女子ツアー初優勝がメジャー大会の快挙[246]
    - 日本勢最高は畑岡奈紗の-2（286）で14位タイ[246]
- 第26回エビアン選手権（7月25日 - 28日、 フランス・エビアンリゾートGC（フランス語版）/6527Yards, Par71）
  - 優勝：高真栄（ 韓国） -15（269） ※今大会初制覇（メジャー2勝目）[247]
    - 日本勢最高は安田祐香（アマチュア）のイーブンパー（284）で37位タイ[247]
- AIG全英女子オープン（8月1日 - 4日、 イングランド・ウォーバーンGC/6585Yards, Par72）
  - 優勝：渋野日向子（ 日本） -18（270） ※全米女子メジャー初参戦で初優勝の快挙[70]。

### 日本ゴルフツアー機構（JGTO）
- 賞金王
  - 今平周吾（ 日本） 1億6804万9312円（2年連続2度目）[248][249]
- 公式戦
  - 第20回日本ゴルフツアー選手権（6月6日 - 9日、茨城県笠間市・宍戸ヒルズCC西コース/7387Yards, Par71）
    - 優勝：堀川未来夢（ 日本） -15（269） ※ツアー初勝利が日本男子メジャー大会制覇の快挙[250]

  - 第87回日本プロゴルフ選手権大会（7月4日 - 7日、鹿児島県指宿市・いぶすきGC開聞コース/7212Yards・7150Yards, Per71・Par70）[注釈 11]
    - 優勝：石川遼（ 日本） -13（269） ※黄重坤（英語版）（ハン・ジュンゴン、 韓国）とのプレーオフを制して今大会初制覇（日本男子メジャー2勝目）[252][253]

  - 第84回日本オープンゴルフ選手権競技（10月17日 - 20日、福岡県古賀市・古賀ゴルフ・クラブ/6768Yards, Par71）
    - 優勝：チャン・キム（ アメリカ合衆国） +1（285） ※日本男子メジャー初制覇[254]
      - 日本勢最高は堀川未来夢の+2（286）で2位タイ[254]

  - 第56回ゴルフ日本シリーズ（12月5日 - 8日、東京都稲城市・東京よみうりCC/7023Yards, Par70）
    - 優勝：石川遼（ 日本） -8（272）※ブラッド・ケネディ（英語版）（ オーストラリア）とのプレーオフを制して4年ぶり2度目の優勝（日本男子メジャー3勝目）[249]

### 日本女子プロゴルフ協会（JLPGA）
- 賞金女王
  - 鈴木愛（ 日本） 1億6018万9665円（2年ぶり2度目）[127]
- 公式戦
  - 第47回ワールドレディスチャンピオンシップ（5月9日 - 12日、茨城県つくばみらい市・茨城GC東コース/6560Yards, Par72）
    - 優勝：渋野日向子（ 日本） -12（276） ※ツアー初勝利がメジャー大会制覇の快挙。さらに大会史上最年少優勝を飾る[255]。

  - 第52回日本女子プロゴルフ選手権大会（9月12日 - 15日、兵庫県三木市・チェリーヒルズGC/6425Yards, Par72）
    - 優勝：畑岡奈紗（ 日本） -18（270） ※今大会初優勝を大会最少ストローク更新で飾る（日本メジャー3勝目）[256]

  - 第52回日本女子オープンゴルフ選手権競技（10月3日 - 6日、三重県津市・COCOPA RESORT CLUB 白山ヴィレッジGC・クイーンコース/6479Yards, Par72）
    - 優勝：畑岡奈紗（ 日本） -18（270） ※今大会2年ぶり3度目の優勝（日本女子メジャー4勝目）[257]

  - 第41回LPGAツアーチャンピオンシップ（11月28日 - 12月1日、宮崎県宮崎市・宮崎CC/6535Yards, Par72）
    - 優勝：ペ・ソンウ（ 韓国） -11（277） ※日本女子メジャー初制覇[258]
      - 日本勢最高は渋野日向子と古江彩佳の-7（281）で2位タイ[258]

## 陸上競技

### マラソン

#### 東京五輪代表内定選考会
- マラソングランドチャンピオンシップ（MGC、9月15日、東京都新宿区・明治神宮外苑発着）
  - 男子五輪代表内定者：中村匠吾（富士通） 2時間11分28秒／服部勇馬（トヨタ自動車） 2時間11分36秒[259]
  - 女子五輪代表内定者：前田穂南（天満屋） 2時間25分15秒／鈴木亜由子（日本郵政グループ） 2時間29分02秒[259]

#### 総合
- 東京マラソン2019（3月3日、東京都新宿区・東京都庁前スタート→千代田区・東京駅前行幸通りフィニッシュ）
  - 男子優勝：ビルハヌ・レゲセ（ エチオピア） 2時間04分48秒（初優勝）[260]
  - 男子日本人最高：堀尾謙介（中央大学） 2時間10分21秒（5位・MGC出場権獲得）[260]
  - 女子優勝：ルティ・アガ（ エチオピア） 2時間20分40秒（初優勝）[260]
  - 女子日本人最高：一山麻緒（ワコール） 2時間24分33秒（7位）[260]

#### 男子
- 第68回別府大分毎日マラソン（2月3日、大分県大分市・大分マリーンパレス水族館（うみたまご）前スタート→大分市営陸上競技場フィニッシュ）
  - 優勝：ヒシャム・ラクーアヒ（ モロッコ） 2時間08分36秒（初優勝）[261]
  - 日本人最高：二岡康平（中電工） 2時間09分15秒（4位・MGC出場権獲得）[261]
- 第74回びわ湖毎日マラソン（3月10日、滋賀県大津市・皇子山陸上競技場発着）
  - 優勝：サラエディーン・ブナスル（ モロッコ） 2時間07分52秒（初優勝）[262]
  - 日本人最高：山本憲二（マツダ） 2時間08分42秒（7位）[262][注釈 12]
- 第73回福岡国際マラソン（12月1日、福岡県福岡市中央区・平和台陸上競技場発着）
  - 優勝：エルマハジューブ・ダザ（ モロッコ） 2時間07分10秒（初優勝）[263]
  - 日本人最高：藤本拓（トヨタ自動車） 2時間09分36秒（2位）[263]

#### 女子
- 第38回大阪国際女子マラソン（1月27日、大阪府大阪市東住吉区・長居陸上競技場（ヤンマースタジアム長居）発着）
  - 優勝：ファツマ・サド（英語版）（ エチオピア） 2時間25分39秒（初優勝）[264]
  - 日本人最高：小原怜（天満屋） 2時間25分46秒（2位）[265][注釈 12]
- 名古屋ウィメンズマラソン2019（3月10日、愛知県名古屋市東区・ナゴヤドーム前スタート→ナゴヤドーム内フィニッシュ）
  - 優勝：ヘラリア・ジョハネス（ ナミビア） 2時間22分25秒（初優勝）[266]
  - 日本人最高：岩出玲亜（アンダーアーマー） 2時間23分52秒（5位）[266][注釈 12]
- 第5回さいたま国際マラソン（12月8日、埼玉県さいたま市中央区・さいたまスーパーアリーナ前発着）
  - 優勝：ペレス・ジェプチルチル（ ケニア） 2時間23分50秒（初マラソンで初優勝の快挙）[267]
  - 日本人最高：吉田香織（TEAM R×L） 2時間35分15秒（6位）[267]

### 駅伝

#### 男女同日開催
- 男子第70回・女子第31回全国高等学校駅伝競走大会（12月22日、京都府京都市右京区・京都市西京極総合運動公園陸上競技場兼球技場（たけびしスタジアム京都）発着/男子7区間・42.195 km/女子5区間・21.0975 km）
  - 男子優勝：仙台育英学園高等学校（宮城県） 2時間01分32秒（12年ぶり8度目）[268]
  - 女子優勝：仙台育英学園高等学校（宮城県） 1時間07分00秒（2年ぶり4度目）[269]
    - 同一校による男女アベック優勝は2015年の広島県立世羅高等学校以来4年ぶり。また仙台育英学園高等学校は1993年以来26年ぶり2度目の快挙となった[270]。

#### 男子
- 第63回全日本実業団対抗駅伝競走大会（1月1日、群馬県前橋市・群馬県庁前発着/7区間・100.0 km）
  - 優勝：旭化成（九州地区・宮崎県） 4時間51分27秒（3年連続24度目）[271]
- 第95回東京箱根間往復大学駅伝競走（1月2日・3日、東京都千代田区・読売新聞東京本社前⇔神奈川県足柄下郡箱根町・芦ノ湖往復/往路5区間・107.5 km/復路5区間・109.6 km）
  - 総合優勝：東海大学 10時間52分09秒（初優勝）[272]
  - 往路優勝：東洋大学 5時間26分31秒（2年連続7度目）[273]
  - 復路優勝：青山学院大学 5時間23分49秒（5年連続5度目）[274]
- 第24回天皇盃全国都道府県対抗男子駅伝競走大会（1月20日、広島県広島市中区・広島平和記念公園前発着/7区間・48.0 km）
  - 優勝：福島県 2時間19分43秒（初優勝）[275]
- 第31回出雲全日本大学選抜駅伝競走（10月14日、島根県出雲市・出雲大社正面鳥居前スタート→同市・出雲ドーム前フィニッシュ/6区間・45.1 km）
  - 優勝：國學院大學 2時間09分58秒（初優勝）[103]
- 第51回全日本大学駅伝対校選手権大会（11月3日、愛知県名古屋市熱田区・熱田神宮西門前スタート→三重県伊勢市・伊勢神宮内宮宇治橋前フィニッシュ/8区間・106.8 km）
  - 優勝：東海大学 5時間13分15秒（16年ぶり2度目）[276]

#### 女子
- 第37回皇后盃全国都道府県対抗女子駅伝競走大会（1月13日、京都府京都市右京区・京都市西京極総合運動公園陸上競技場兼球技場[注釈 13] 発着/9区間・42.195 km）
  - 優勝：愛知県 2時間15分43秒（3年ぶり2度目）[277]
- 第37回全日本大学女子駅伝対校選手権大会（10月27日、宮城県仙台市宮城野区・仙台市陸上競技場（弘進ゴム アスリートパーク仙台）スタート→仙台市青葉区・仙台市役所前市民広場フィニッシュ/6区間・38.1 km）
  - 優勝：名城大学 2時間04分34秒（3年連続4度目）[278]
- 第39回全日本実業団対抗女子駅伝競走大会（11月24日、宮城県宮城郡松島町・松島町文化観光交流館前スタート→仙台市宮城野区・仙台市陸上競技場（弘進ゴム アスリートパーク仙台）フィニッシュ/6区間・42.195 km）
  - 優勝：日本郵政グループ 2時間15分10秒（3年ぶり2度目）[279]
- 第14回全日本大学女子選抜駅伝競走大会（12月30日、静岡県富士宮市・富士山本宮浅間大社前スタート→富士市・富士総合運動公園陸上競技場フィニッシュ/7区間・43.4 km）
  - 優勝：名城大学 2時間23分09秒（大会連覇・2年連続2度目）[280]

## 死去

### 1月
- 5日
  - ドラゴスラヴ・シェクララツ（ セルビア／旧 ユーゴスラビア）、サッカー〈元旧ユーゴスラビア代表〉、* 1937年）[281]
  - アレックス・スミルノフ（ カナダ、プロレス〈国際プロレス、全日本プロレスに参戦〉、* 1947年）[282]
  - 村山修一（和歌山県、水泳〈日本水泳連盟顧問。1949年全米水泳選手権800mリレーで当時の世界記録を樹立〉、* 1923年）[283]
- 18日 - ジョン・コフリン（ アメリカ合衆国、フィギュアスケート、* 1985年）[284]
- 21日 - 小枝守（東京都、野球〈元日本大学第三高校・拓殖大学紅陵高校野球部監督・U-18日本代表監督を歴任〉、* 1951年）[285]
- 23日 - 宮崎秀吉（静岡県、陸上競技〈マスターズ陸上競技の男子100m世界最高齢世界記録保持者〉、* 1910年）[286]
- 27日 - ニナ・バルディチェワ＝フョードロワ（ ソビエト連邦／ ロシア、クロスカントリースキー〈1976年インスブルックオリンピック女子4×5kmリレー金メダリスト〉、* 1947年）[287]

### 2月
- 1日 - ウェイド・ウィルソン（ アメリカ合衆国、アメリカンフットボール〈ミネソタ・バイキングスなどに所属〉、* 1959年）[288]
- 4日（死去報道） - マッチ・ニッカネン（ フィンランド、スキージャンプ〈五輪金メダル4個、W杯ジャンプ通算46勝。「鳥人」と呼ばれた〉、* 1963年）[289]
- 7日
  - フランク・ロビンソン（ アメリカ合衆国、野球〈外野手、MLB史上初となる両リーグで最優秀選手獲得、さらに黒人初のMLB監督に就任。1982年にアメリカ野球殿堂入り〉、* 1935年）[290]
  - ロッキー・ロックリッジ（ アメリカ合衆国、ボクシング〈元WBA・IBF世界スーパーフェザー級王者〉、* 1959年）[291]
- 9日 - ロナルド・W・ミラー（ アメリカ合衆国、アメリカンフットボール〈ロサンゼルス・ラムズ所属〉、* 1933年）[292]
- 10日
  - ハインツ・フュッテラー（ ドイツ、陸上競技〈短距離走、1956年メルボルンオリンピック男子4×100mリレー銅メダリスト〉、* 1931年）[293]
  - マウラ・ヴィスコンティ（イタリア語版）（ イタリア、陸上競技〈マラソン〉、* 1967年）[294]
  - ダニエル・シルバ・ドス・サントス（ ブラジル、サッカー〈名古屋グランパス、大分トリニータなどでプレー〉、* 1982年）[295]
  - 北尾光司（三重県、大相撲・プロレス・総合格闘技〈元第60代横綱・双羽黒。幕内優勝のないまま廃業。廃業後に新日本プロレスに入団し活躍〉、* 1963年）[296]
- 12日
  - ゴードン・バンクス（ イングランド、サッカー〈チェスターフィールドなどでプレー、AFCテルフォード・ユナイテッドで監督を務める〉、* 1937年）[297]
  - ペドロ・モラレス（ プエルトリコ、プロレス〈第4代WWWF世界ヘビー級王者〉、* 1942年）[298]
- 14日 - 時津洋宏典（徳島県、大相撲〈時津風部屋所属の元幕内力士。相撲協会退職後はタレント、ちゃんこ料理店店主として活躍〉、* 1969年）[299]
- 15日 - ジーン・リトラー（英語版）（ アメリカ合衆国、ゴルフ〈1969年全米オープン覇者。1990年世界ゴルフ殿堂入り。日本でも1974年・1975年に太平洋クラブマスターズ大会連覇〉、* 1930年）[300]

### 3月
- 1日
  - エウセビオ・ペドロサ（ パナマ、ボクシング〈元WBA世界フェザー級王者〉、* 1956年）[301]
  - 五明公男（長野県、野球〈元法政大学野球部監督。元巨人投手・江川卓らを指導〉、* 1943年）[302]
- 4日
  - テッド・リンジー（ カナダ、アイスホッケー〈NHLデトロイト・レッドウィングスなどに所属〉、* 1925年）[303]
  - キングコング・バンディ（ アメリカ合衆国、プロレス〈新日本プロレスなどに参戦〉、* 1957年）[304]
- 6日 - 喰田孝一（福岡県、野球〈捕手。元東筑高校野球部監督、甲子園には春夏合わせて3回出場〉、* 1935年）[305]
- 7日 - ザ・デストロイヤー（ アメリカ合衆国、プロレス〈元WWA世界ヘビー級王者、覆面レスラーとして活躍。日本でもレスラーのみならずタレントとして活躍。2017年に旭日双光章を受章〉、* 1930年）[306]
- 10日 - ウォーリー山口（東京都、プロレス〈WWEエージェント、元全日本プロレスレフェリー、スポーツライター〉、* 1958年）[307]
- 11日 - アントニオ・ウィルソン・オノリオ（ ブラジル、サッカー〈元ブラジル代表〉、* 1943年）[308]
- 13日
  - リロイ・スタントン（ アメリカ合衆国、野球〈外野手、シアトル・マリナーズ、阪神タイガースなどに所属〉、* 1946年）[309]
  - アンドレア・ポラック（ 東ドイツ、水泳〈1976年モントリオールオリンピック女子200mバタフライ・4×100mメドレーリレー金メダリスト、100m・200mバタフライ元女子世界記録保持者〉、* 1961年）[310]
- 14日
  - ノヴァーク・イロナ（ ハンガリー、水泳〈1952年ヘルシンキオリンピック女子4×100m自由形リレー金メダリスト〉、* 1925年）[311]
  - チャーリー・ホワイティング（ イギリス、モータースポーツ〈F1レースディレクター〉、* 1952年）[312]
- 18日 - ロジャー・カービー（ アメリカ合衆国、プロレス〈元NWA世界ジュニアヘビー級王者〉、* 1939年）[313]
- 20日 - ハイメ・リオス（ パナマ、ボクシング〈元WBA世界ジュニアフライ級王者〉、* 1953年）[314]
- 27日 - 近藤昭仁（香川県、野球〈元大洋内野手。横浜・ロッテ監督、巨人ヘッドコーチなどを歴任〉、* 1938年）[315]

### 4月
- 3日 - 小坂照男（千葉県、ボクシング〈帝拳ジム所属、元東洋ライト級王者〉、* 1940年）[316]
- 4日 - 齋藤章児（群馬県、野球〈東京農業大学第二高等学校野球部元監督〉、* 1940年）[317]
- 6日 - 彩豪一義（埼玉県、大相撲〈中村部屋元力士〉、* 1975年）[318]
- 13日
  - リディア・ウィデマン（ フィンランド、クロスカントリースキー〈1952年オスロオリンピック女子10km金メダリスト〉、* 1920年）[319]
  - イヴェット・ウィリアムズ（ ニュージーランド、陸上競技〈1952年ヘルシンキオリンピック女子走幅跳金メダリスト〉、* 1929年）[320]
- 17日 - ダーフィット・ラマ（ オーストリア、スポーツクライミング、ボルダリング、* 1990年）[321][322]
- 19日 - 小針春芳（栃木県、ゴルフ〈ツアー通算6勝、うち日本オープン2勝。2012年に日本プロゴルフ殿堂入り〉、* 1921年）[323][324]
- 22日 - ビッグ・ジョン・クイン（ アメリカ合衆国、プロレス〈元IWA世界タッグ王者〉、* 1941年）[325]
- 24日 - 小出義雄（千葉県、陸上競技〈マラソン・駅伝指導者、佐倉アスリート倶楽部代表。五輪メダリストの高橋尚子、有森裕子らを育て「名伯楽」として知られる〉、* 1939年）[46]
- 25日 - 黒姫山秀男（新潟県、大相撲〈立浪部屋所属力士【元関脇】、武隈部屋師匠〉、* 1948年）[326]

### 5月
- 16日 - 大山亜由美（鹿児島県、ゴルフ〈2015年のステップ・アップ・ツアー「うどん県レディース 金陵杯」の2位が最高成績。芸能事務所とも契約〉、*  1994年）[327]
- 19日 - 小玉明利（兵庫県、野球〈元近鉄・阪神内野手・近鉄選手兼任監督〉、* 1935年）[328]
- 20日 - アンドレアス・ニコラウス・"ニキ"・ラウダ（ オーストリア、モータースポーツ〈三度のF1年間王者に輝く。1976年のドイツグランプリで大火傷を負いながらもF1に復帰。引退後は実業家としても活躍〉、* 1949年）[329][330]
- 28日 - 笹田（旧姓・加納）弥生（東京都、体操〈全日本選手権3度制覇。1980年モスクワ五輪日本代表に選出されるもボイコットにより「幻の代表」と言われる。全日本選手権連覇を果たした笹田夏実は実娘〉、* 1963年）[331]

### 6月
- 1日（死去発表） - ホセ・アントニオ・レジェス（ スペイン、サッカー〈元スペイン代表のミッドフィールダー。セビージャFC・レアル・マドリード・アトレティコ・マドリード等でプレー〉、* 1983年）[332]
- 3日 - 青木篤志（東京都、プロレス〈プロレスリング・ノアや全日本プロレスリングのリングで活躍〉、* 1977年）[333]
- 7日 - ウィリー・ウィリアムス（ アメリカ合衆国、空手・総合格闘技〈「熊殺し」の異名。1979年全世界空手道選手権3位。翌1980年にはアントニオ猪木と東京で格闘技世界一決定戦で対戦。また前田日明率いる「リングス」にも参戦〉、* 1951年）[334][335]
- 29日 - 坂上惇（熊本県、野球〈元西鉄【現・埼玉西武】・大毎【現・千葉ロッテ】投手〉、* 1935年）[336]

### 7月
- 1日 - タイラー・スカッグス（ アメリカ合衆国、野球〈ロサンゼルス・エンゼルス投手〉、* 1991年）[337]
- 3日
  - 伊藤光夫（静岡県、モータースポーツ〈日本人唯一のマン島TTレース優勝者〉、* 1937年）[338]
  - コルド・アギーレ（ スペイン、サッカー〈アスレティック・ビルバオなどに所属。元スペイン代表〉、* 1939年）[339]
  - ペロ・アグアヨ（ メキシコ、プロレス〈元UWA世界ライトヘビー級王者〉、* 1946年）[340]
- 6日 - モ・ニチュ（ カメルーン、サッカー〈シント＝トロイデンVV所属〉、* 1999年）[341]
- 14日 - パーネル・ウィテカー（ アメリカ合衆国、ボクシング〈元世界4階級王者・三団体統一王者。2008年に世界ボクシング殿堂入り〉、 * 1964年）[342]
- 15日
  - クレイグ・ファロン（ イギリス、柔道〈2005年世界選手権60kg以下級金メダリスト〉、* 1982年）[343]
  - 木下紗佑里（長崎県、フリーダイビング、* 1988年）[344]
- 23日 - 内田棟（長野県、ゴルフ〈日本の現役最高齢プロゴルファー。2016年日本プロスポーツ大賞スポーツ功労者文部科学大臣顕彰を受章〉、* 1916年）[345]
- 24日 - 原良馬（群馬県、競馬〈競馬評論家、競馬中継（ラジオNIKKEI、テレビ東京）解説者〉、* 1933年）[346]
- 28日
  - ルーク・ファンミル（ オランダ、野球〈投手、東北楽天ゴールデンイーグルスなどに所属〉、* 1984年）[347]
  - 勝又行雄（熊本県、ボクシング〈元東洋ジュニアライト級王者〉、* 1934年）[348]
- 29日 - エギル・ダニエルセン（ ノルウェー、陸上競技〈1956年メルボルンオリンピック男子やり投金メダリスト〉、* 1933年）[349]

### 8月
- 1日
  - 三迫仁志（愛媛県、ボクシング〈元日本・東洋フライ級王者、三迫ボクシングジム初代会長〉、* 1934年）[350]
  - 鎌田実（兵庫県、野球〈元大阪タイガース内野手、バックトスの名手として知られた〉、* 1939年）[351]
  - ハーリー・レイス（ アメリカ合衆国、プロレス〈第47代NWA世界ヘビー級王者、“美獣”の異名で知られた〉、* 1943年）[352]
- 2日 - 岩郷泰博（高知県、野球〈元読売ジャイアンツ内野手〉、* 1943年）[353]
- 3日 - ベイジル・ヒートリー（ イギリス、陸上競技〈1964年東京五輪男子マラソン銀メダリスト〉、* 1933年）[354]
- 4日 - プルデンシオ・カルドナ（ コロンビア、ボクシング〈元WBC世界フライ級王者〉、* 1951年）[355]
- 9日 - アウタイール・ゴメス・デ・フィゲイレド（ ブラジル、サッカー〈フルミネンセFCなど所属、元ブラジル代表〉、* 1938年）[356]
- 19日 - 佐藤茂富（北海道、野球〈投手。元砂川北高（現・砂川高）監督、鵡川高監督・総監督。春夏合わせて6回甲子園に出場〉、* 1940年）[357]

### 9月
- 5日 - 金野昭次（北海道、スキージャンプ〈1972年札幌五輪70m級銀メダリスト。同五輪で表彰台を独占した「日の丸飛行隊」の一人。1968年グルノーブル五輪にも出場〉、* 1944年）[358]
- 6日 - クリス・ダンカン（ アメリカ合衆国、野球〈外野手。セントルイス・カージナルス所属〉、* 1981年）[359]
- 13日 - ルディ・グーテンドルフ（ ドイツ、サッカー〈元読売サッカークラブ監督など〉、* 1926年）[360]
- 14日 - ジーン・バッキー（ アメリカ合衆国、野球〈投手。元阪神タイガース・近鉄バファローズ所属。阪神時代の1964年に最多勝・最優秀防御率のタイトルを獲得し外国人史上初の沢村賞を受賞。翌1965年にはノーヒットノーランを達成〉、* 1937年）[361]
- 16日 - 逆鉾昭廣（鹿児島県、大相撲〈井筒部屋所属、元関脇、14代井筒親方〉、* 1961年）[362]
- 18日 - フェルナンド・リックセン（ オランダ、サッカー〈元オランダ代表選手〉、* 1976年）[363]
- 26日 - 朴萬福（ 韓国、バレーボール〈ペルー女子代表・イトーヨーカドープリオール元監督〉、* 1936年）[364]

### 10月
- 6日 - 金田正一（愛知県、野球〈元国鉄スワローズ【現・東京ヤクルトスワローズ】・読売ジャイアンツ投手、ロッテオリオンズ監督。400勝・奪三振4490個の日本プロ野球記録保持者。元日本プロ野球名球会代表幹事。1988年に野球殿堂入り。野球解説者・タレントとしても活躍〉、* 1933年）[365]
- 12日 - 吉川貴久（福岡県、射撃〈元福岡県警察本部警察官、1964年東京オリンピック50mピストル銅メダリスト〉、* 1936年）[366]
- 13日
  - 山本哲也（熊本県、野球〈元大阪タイガース【現・阪神タイガース】捕手・二軍バッテリーコーチ・スコアラー〉、* 1934年）[367]
  - 内藤（現姓・稲葉）香菜子（山梨県、バレーボール（元日本代表選手。イトーヨーカドープリオール・武富士バンブー・NECレッドロケッツに所属）、* 1980年）[368]
- 16日
  - 竹中雅彦（和歌山県、野球〈日本高等学校野球連盟事務局長。和歌山県立桐蔭高等学校軟式野球部監督などを歴任。球数制限や熱中症対策など高校野球改革に尽力〉、* 1955年）[369][370]
  - パトリック・デイ（ アメリカ合衆国、プロボクシング（アマチュア時代に2度の全米選手権を制覇）、* 1992年）[371]
- 18日 - ルイ・ジョルダン（ ポルトガル、サッカー〈元ポルトガル代表〉、* 1952年）[372]
- 19日 - アレクサンドル・ボルコフ、（ ソビエト連邦／ ロシア、テニス、* 1967年）[373]
- 27日 - 郗恩庭（ 中国、卓球〈1971年名古屋団体・1973年サラエヴォ世界選手権シングルス金メダリスト〉、* 1946年）[374]

### 11月
- 4日 - ジャック・デュポン（ フランス、自転車競技〈元プロサイクルレーサー、アマチュア時代に1948年ロンドンオリンピックの1kmタイムトライアルで金メダルを獲得〉、* 1928年）[375]
- 11日 - 米山稔（新潟県、実業家〈スポーツ用品メーカーのヨネヤマラケット【現・ヨネックス】創業者〉、* 1924年）[376]
- 12日 - 田口光久（秋田県、サッカー〈元三菱重工所属、元日本代表。バラエティ番組にも出演〉、* 1955年）[377]
- 19日 - 鈴木康二朗（茨城県、野球〈元ヤクルトスワローズ、近鉄バファローズ投手〉、* 1949年）[378]
- 20日 - ジェイク・バートン・カーペンター（ アメリカ合衆国、実業家〈スノーボード用品メーカーのバートン・スノーボード創業者〉、* 1954年）[379]
- 25日 - 小林伸明（和歌山県、ビリヤード、* 1942年）[380]
- 26日 - ヤコブ・クーン（ スイス、サッカー〈元同国代表・同監督〉、* 1943年）[381]
- 28日 - ピム・ファーベーク（ オランダ、サッカー〈元大宮アルディージャ、オマーン代表監督〉、* 1956年）[382][383]

### 12月
- 11日 - 醍醐猛夫（東京都、野球（元大毎オリオンズ捕手、ロッテオリオンズ一軍ヘッドコーチ、バッテリーコーチ、二軍監督）、* 1938年）[384]
- 13日
  - 高井保弘（愛媛県、野球（元阪急ブレーブス内野手。代打本塁打27本の日本プロ野球記録保持者）、* 1945年）[385]
  - 二代目東関大五郎（静岡県、大相撲（元前頭（最高位・西前頭10枚目）潮丸。幕内在位12場所。2009年6月に現在の年寄名を襲名）、* 1978年）[386]
- 17日 - カリン・バルツァー（ 東ドイツ、陸上競技〈1964年東京オリンピック女子80mハードル金メダリスト〉、* 1938年）[387]
- 18日 - 北村卓士（東京都、競馬〈日本中央競馬会元騎手〉、* 1956年）[388]
- 21日 - 勝野正之（長野県、サッカー〈FC岐阜元監督〉、* 1960年）[389]
- 31日 - 井上善夫（山梨県、野球（元西鉄ライオンズ投手。1964年に対阪急ブレーブス戦でノーヒットノーランを達成）、* 1941年）[390]